# République d'Haïti (1859–1957)
La République d'Haïti (en français : « République d’Haïti » , créole haïtien : Repiblik d AyitiI) est, de 1859 à 1957, une époque de l'histoire haïtienne marquée par les luttes politiques, la période d'occupation américaine et de multiples coups d'état et élections jusqu'à ce que la dynastie Duvalier prenne le contrôle du pays en 1957.

## L'échec de la construction d'une république
Le gouvernement de Fabre Geffrard reste en fonction jusqu'en 1867 et encourage une politique réussie de réconciliation nationale. En 1860, il conclut un accord avec le Vatican, réintroduisant dans le pays les institutions catholiques romaines officielles, y compris les écoles. Après sa démission le 13 mars 1867, le gouvernement provisoire de Nissage Saget instaure un régime constitutionnel qui met fin à la présidence à vie, mais celui-ci ainsi que son successeur, Sylvain Salnave sont  renversés en 1869 et 1874 respectivement. Une constitution plus viable est introduite sous Michel Domingue en 1874, menant à une longue période de paix démocratique et de développement pour Haïti. La dette envers la France est finalement remboursée en 1879, et le gouvernement de Michel Domingue transfère pacifiquement le pouvoir à Lysius Salomon, l'un des dirigeants les plus capables d'Haïti. La réforme monétaire et une renaissance culturelle s'ensuivent avec une floraison de l'art haïtien. Les deux dernières décennies du XIXe siècle sont également marquées par le développement d'une culture intellectuelle haïtienne. Des ouvrages majeurs d'histoire sont publiés en 1847 et 1865. Des intellectuels haïtiens, menés par Louis-Joseph Janvier et Anténor Firmin, s'engagent dans une guerre des lettres contre une vague de racisme et de darwinisme social qui a émergé durant cette période.
La Constitution de 1867 instaure des transitions pacifiques et progressives au sein du gouvernement qui contribuent largement à améliorer l'économie et la stabilité de la nation haïtienne et la condition de son peuple. Le gouvernement constitutionnel restaure la confiance du peuple haïtien dans les institutions juridiques. Le développement des industries industrielles du sucre et du rhum près de Port-au-Prince fait alors d'Haïti un modèle de croissance économique pour les pays d'Amérique latine. Cette période de stabilité et de prospérité relatives se termine en 1911, lorsque la révolution éclate et que le pays sombre à nouveau dans le désordre et l'endettement.
Entre 1911 à 1915, six présidents se succèdent, dont chacun finit tué ou contraint à l'exil. Les armées révolutionnaires sont formées par des cacos, brigands paysans des montagnes du nord, le long de la poreuse frontière dominicaine, enrôlés par des factions politiques rivales avec des promesses d'argent une  fois la révolution réussie et grâce aux pillages. Les États-Unis appréhendent particulièrement le rôle de la communauté allemande en Haïti (environ 200 en 1910), qui détient un pouvoir économique disproportionné, lles Allemands contrôlant environ 80 % du commerce international du pays. Ils possèdent et exploitent également des services publics à Cap Haïtien et à Port-au-Prince, le quai principal et un tramway dans la capitale, et un chemin de fer desservant la Plaine de Cul-du-Sac.
La communauté allemande s'est montrée plus disposée à s'intégrer à la société haïtienne que tout autre groupe d'étrangers blancs, y compris les Français. Un certain nombre se sont mariés dans les familles mulâtres les plus importantes du pays, contournant l'interdiction constitutionnelle de la propriété foncière étrangère. Ils ont également été les principaux financiers des différentes révolutions de la nation, accordant d'innombrables prêts à des taux d'intérêt élevés à des factions politiques concurrentes. Dans un effort pour limiter l'influence allemande, en 1910-1911, le Département d'État américain a soutenu un consortium d'investisseurs américains, réunis par la National City Bank de New York, pour obtenir la concession d'émission de devises par l'intermédiaire de la Banque nationale de la république d'Haïti. qui a remplacé l'ancienne Banque nationale d'Haïti en tant que seule banque commerciale du pays et dépositaire du trésor public.
En décembre 1914, l'armée américaine s'empara de la réserve d'or du gouvernement haïtien, poussée par la National City Bank et la Banque nationale de la république d'Haïti (qui était déjà sous direction étrangère). Les États-Unis ont apporté l'or au coffre-fort de la National City Bank à New York.
En février 1915, Vilbrun Guillaume Sam forme une dictature, mais en juillet, face à une nouvelle révolte, il massacre 167 opposants politiques, et est lynché par une foule à Port-au-Prince.
En 1915, Philippe Sudré Dartiguenave est nommé par les autorités américaines à la présidence d'Haïti. La loi martiale est déclarée et a n'est levée qu'en 1929. Un traité, qui permet au gouvernement américain de contrôler totalement les postes ministériels et les finances d'Haïti, est adopté par la législature en novembre 1915. Le traité a également établi la Gendarmerie d'Haïti (Force de gendarmerie haïtienne), la première armée professionnelle d'Haïti. Dartiguenave dissout la législature en 1917 après que ses membres ont refusé d'approuver une nouvelle constitution. Un référendum approuve ensuite la constitution, qui permet aux étrangers de posséder des terres, ce qui était interdit par la loi haïtienne depuis l'indépendance en 1804.
L'occupation américaine est une période coûteuse en vies humaines. Une révolte de citoyens mécontents est réprimée en 1918, faisant environ 2 000 morts. Les étrangers blancs, dont beaucoup avaient de profonds préjugés raciaux, dominent la politique publique, ce qui provoque la colère des mulâtres historiquement dominants. Cependant, l'infrastructure d'Haïti, y compris les routes, les lignes téléphoniques et la plomberie, est réparée. Des phares, des écoles, des hôpitaux et des ports sont construits. Louis Borno remplace Dartiguenave à la présidence en 1922, après avoir été contraint de démissionner. Il gouverne sans législature jusqu'à ce que les élections soient autorisées en 1930. Cette législature nouvellement formée élit Sténio Vincent, un mulâtre, comme président.
En 1930, Haïti est devenu un boulet pour les États-Unis. Une enquête du Congrès, connue sous le nom de Commission Forbes, révèle de nombreuses violations des droits de l'homme et, tout en louant les améliorations de la société haïtienne, critique l'exclusion des Haïtiens des postes d'autorité. En août 1932, avec l'élection de Franklin D. Roosevelt à la présidence des États-Unis, les troupes américaines se retirent et l'autorité est officiellement transférée à la police locale et aux responsables de l'armée.
Vincent profite de la stabilité pour asseoir son pouvoir dictatorial. Il élargit son autorité économique par référendum et, en 1935, il impose une nouvelle constitution à la législature. Cette constitution lui donne le pouvoir de dissoudre la législature et de réorganiser le pouvoir judiciaire à volonté, ainsi que le pouvoir de nommer des sénateurs. Il opprime également l'opposition politique avec brutalité.
Rafael Leónidas Trujillo est arrivé au pouvoir en 1930 en République dominicaine voisine. En 1937, Trujillo attaque la frontière avec Haïti, ses forces tuant environ 20 000 haïtiens. Vincent interprète cette attaque comme une tentative de coup d'état à son encontre, et purge l'armée de tous les officiers soupçonnés de déloyauté. Beaucoup d'entre eux rejoignent alors l'armée dominicaine.
En 1941, Élie Lescot, un mulâtre, fonctionnaire expérimenté et compétent, est élu président. Malgré de grandes attentes, son mandat a été parallèle à celui de Vincent dans sa brutalité et sa marginalisation de l'opposition. Il a déclaré la guerre aux puissances de l'Axe pendant la Seconde Guerre mondiale et s'en est servi comme excuse pour censurer la presse et réprimer ses adversaires. Lescot a également maintenu une coopération clandestine avec Trujillo, ce qui a miné sa popularité déjà inexistante. En janvier 1946, après que Lescot eut emprisonné les rédacteurs en chef d'un journal marxiste, des protestations éclatèrent parmi les fonctionnaires, les enseignants et les propriétaires d'entreprises. Lescot a démissionné et une junte militaire, le Comité Exécutif Militaire (Comité militaire exécutif), a pris le pouvoir.
Haïti met en place une législature en mai 1946, et après deux tours de scrutin, Dumarsais Estimé, un ministre noir du cabinet, est élu président. Il gouverne sous une nouvelle constitution qui développe les écoles, crée des coopératives agricoles rurales et augmente les salaires des fonctionnaires. Ces premiers succès, cependant, sont sapés par son ambition personnelle, et son aliénation de l'armée et de l'élite conduit à un coup d'état en 1950, qui a réinstallé la junte militaire. Des élections directes, les premières de l'histoire d'Haïti, ont eu lieu en octobre 1950, et Paul Magloire, un colonel noir d'élite dans l'armée, est élu. L'ouragan Hazel frappe l'île en 1954, dévastant l'infrastructure et l'économie du pays. Les secours aux ouragans sont mal distribués et mal dépensés, et Magloire emprisonne des opposants et ferme des journaux. Après avoir refusé de démissionner à la fin de son mandat, et qu'une grève générale met fin à l'économie de Port-au-Prince, Magloire s'enfuit, laissant un gouvernement totalement désorganisé. Lorsque les élections sont finalement organisées, François Duvalier, médecin de campagne, est élu, sur une plateforme d'activisme au nom des pauvres d'Haïti. Son adversaire, cependant, Louis Déjoie, est un mulâtre et le rejeton d'une famille éminente. Duvalier remporte une victoire décisive dans les urnes. Ses partisans remportent les deux tiers de la chambre basse de la législature et tous les sièges au Sénat.